# Кувер, Гарри
Доктор Гарри Уэсли Кувер младший (англ. Dr. Harry Wesley Coover Jr., 6 марта 1917 — 26 марта 2011) — американский химик, изобретатель суперклея Super Glue (Eastman 910), автор 460 патентов.

## Биография
Кувер родился в Ньюарке, штат Делавэр. Он жил в Делавэре до подросткового возраста. Там же он попадает под поезд и проводит в коме около шести недель. После выздоровления Кувер переехал в Уидспорт, штат Нью-Йорк, чтобы окончить среднюю школу. Он остался в Нью-Йорке и получил степень бакалавра наук в колледже Хобарта (Hobart College) по химии, а затем получил степень магистра наук и доктора философии по органической химии от Cornell University. Его диссертация была посвящена коммерческому синтезу витамина B6. Он намеревался работать с витамином B6 до начала Второй мировой войны. Его разработки были взяты военными для дальнейших исследований. Кувер работал химиком в компании Eastman Kodak с 1944 по 1973 год и вице-президентом по исследованиям и разработкам компании с 1973 по 1984 год. В 1951 году Кувер переехал на химический завод компании Eastman Kodak в Кингспорте, штат Теннесси.
Кувер был женат на Мюриэль Зумбах Кувер более 60 лет до ее смерти в 2005 году. У него остались сыновья Гарри Уэсли Кувер III, доктор Стивен Ром Кувер, дочь доктора Мелинда Кувер Пол, четверо внуков Бретт Кувер, Адам Пол, доктор Дана Кувер, Кирстен Гиллиам и 4 правнука.
Кувер умер естественной смертью в своем доме в Кингспорте, штат Теннесси, 26 марта 2011 года.

### Суперклей
В 1942 году во время поиска материалов для изготовления прицелов из прозрачного пластика был обнаружен цианоакрилат. Из-за липкости они были не совсем пригодны для использования и эта идея была отложена. В 1951 году (девять лет спустя) Кувер и его команда в Eastman Kodak снова исследовали цианоакрилаты. Кувер руководил химиками Kodak, исследующими термостойкие полимеры для козырьков реактивных двигателей, когда цианоакрилаты были снова испытаны и оказались слишком липкими. Когда химик из группы сообщил Куверу, что он навсегда повредил дорогой рефрактометр, склеив его, Кувер понял, что он открыл уникальный клей. В 1958 году в продажу поступил клей, продаваемый компанией Kodak как Eastman 910, а затем как Super Glue.
Как правило, цианоакрилат представляет собой акриловую смолу, которая быстро полимеризуется в присутствии воды (в частности, гидроксид-ионов), образуя длинные прочные цепи, соединяющие поверхности вместе. Поскольку присутствие влаги вызывает затвердевание клея, воздействие влаги из воздуха может со временем привести к тому, что тюбик или флакон с клеем станет непригодным для использования. Чтобы открытая тара с клеем не схватилась перед использованием, его необходимо хранить в герметичной банке или флаконе с упаковкой силикагеля. Еще один удобный способ — прикрепить иглу для подкожных инъекций к отверстию для клея. После нанесения остатки клея вскоре забивают иглу, удерживая влагу. Это можно устранить нагреванием иглы (например, зажигалкой) перед использованием. Цианакрилат используется в качестве инструмента судебной экспертизы для получения скрытых отпечатков пальцев на не пористых поверхностях, таких как стекло, пластик и т. д.. Цианоакрилат нагревается до образования дыма, который вступает в реакцию с невидимыми остатками отпечатков пальцев и атмосферной влагой с образованием белого полимера (полицианоакрилата) на выступах отпечатков пальцев. Затем рисунок отпечатков фиксируется. Отпечатки пальцев на большинстве поверхностей (кроме белого пластика и пр.) видны невооруженным глазом. Невидимые или плохо видимые отпечатки могут быть дополнительно улучшены путем нанесения люминесцентного или не люминесцентного красителя.
В то время много внимания уделялось способности клея связывать твердые материалы. Кувер также был первым, кто распознал и запатентовал цианоакрилаты в качестве тканевого клея после того, как его старший сын разрезал палец во время изготовления модели и склеил разрез с помощью клея, который у него был (ранний рецепт суперклея). Суперклей впервые был использован во время войны во Вьетнаме в виде спрея в качестве кровоостанавливающего средства для временного наложения на внутренние органы раненых солдат до тех пор, пока не будет проведена обычная операция. В настоящее время тканевые клеи используются во всем мире для различных хирургических операций без наложения швов как людям так и животным. Кувер много раз говорил, что больше всего гордится применением цианоакрилатов в медицине, что они спасли множество жизней и будут продолжать делать это.

### Прочие изобретения
Кувер получил 460 патентов, и Super Glue был лишь одним из его многочисленных открытий. Он считал «запрограммированные инновации», методологию управления с упором на исследования и разработки, среди своих наиболее важных работ. Запрограммированные инновации, реализованные в компании Kodak, привели к внедрению 320 новых продуктов и росту продаж с 1,8 до 2,5 млрд долларов. Позже Кувер сформировал международную консультационную фирму по вопросам управления, консультируя корпоративных клиентов по всему миру по методологии программных инноваций.

### Премии и награды
Кувер получил награду, как химик, «Человек года» за выдающиеся достижения в области индивидуальных инноваций и творчества. Он также получил премию Эрла Б. Барнса за лидерство в области управления химическими исследованиями, премию Мориса Холланда, премию IRI за достижения, был медалистом Института промышленных исследований. В 1983 году Кувер был избран членом «Национальной инженерной академии» (National Academy of Engineering). В 2004 году Кувер был занесен в Национальный зал славы изобретателей. В 2010 году Кувер получил Национальную медаль за технологии и инновации, которую вручал Барак Обама. Ради этого Кувер приехал в Вашингтон прямо из больницы, где проходил лечение.

## Примечание
1. 1 2  Harry Wesley Coover, Jr. // Encyclopædia Britannica (англ.)
2. ↑  http://www.nytimes.com/2011/03/28/business/28coover.html
3. 1 2  Invent Now | Hall of Fame | Search | Inventor Profile. web.archive.org (6 декабря 2010). Дата обращения: 5 августа 2020. Архивировано 6 декабря 2010 года.
4. ↑  Harris, Elizabeth A. (27 марта 2011). Harry Coover, Super Glue's Inventor, Dies at 94. The New York Times. Архивировано 29 ноября 2018. Дата обращения: 5 августа 2020.
5. ↑  Harry Coover. www.nndb.com. Дата обращения: 5 августа 2020. Архивировано 26 ноября 2020 года.
6. ↑  Associated Press. Creator of Super Glue, former Eastman employee, dies at 94 (англ.). timesnews.net. Дата обращения: 5 августа 2020. Архивировано 10 апреля 2021 года.
7. ↑  Harry Coover | Lemelson-MIT Program. lemelson.mit.edu. Дата обращения: 5 августа 2020. Архивировано 3 мая 2009 года.
8. 1 2 3 4  Inventor of the Week: Archive. web.archive.org (30 сентября 2004). Дата обращения: 5 августа 2020. Архивировано из оригинала 30 сентября 2004 года.
9. ↑  The Cyanoacrylate Fuming Method. web.archive.org (20 октября 2007). Дата обращения: 5 августа 2020. Архивировано из оригинала 20 октября 2007 года.
10. ↑  Remarkable Alum: web.archive.org (31 мая 2010). Дата обращения: 5 августа 2020. Архивировано из оригинала 31 мая 2010 года.
11. ↑  Alumnus Who Invented Super Glue Wins National Medal of Technology and Innovation | The Cornell Daily Sun. web.archive.org (8 марта 2012). Дата обращения: 5 августа 2020. Архивировано 8 марта 2012 года.
12. ↑  «Кто не любит «суперклей»? Газета.Ru. Дата обращения: 5 августа 2020. Архивировано 10 апреля 2021 года.